# Karl Friedrich Geldner
Karl Friedrich Geldner (født 17. december 1853 i Saalfeld, død 5. februar 1929) var en tysk orientalist.
Geldner studerede filologi, specielt orientalsk, i Leipzig og Tübingen, blev privatdocent 1878 i Tübingen, 1887 i Halle, derefter professor i Berlin 1890 og i Marburg 1907.
Hans fag er iransk og indisk filologi. På det førstnævnte område virkede han navnlig ved at levere en ny tekstudgave af Avesta (1895); desuden skrev han en Metrik des Jüngeren Avesta (1877), Studien zum Avesta (1882), Drei Yasht aus dem Zendavesta (1884).
Om indiske emner skrev han: 70 Lieder des Rigveda (1875), Vedische Studien (1889—1901), Der Rigveda in Auswahl (1907—09), Vedismus und Brahmanismus (1911). Han fortsatte sin videnskabelige virksomhed in i det sidste med forskellige arbejder, særlig vedrørende Veda og Avesta.